# ژلناوا
ژلناوا (به چکی: Želnava) یک منطقهٔ مسکونی در جمهوری چک است که در شهرستان پراخاتیتسه واقع شده‌است. ژلناوا ۱۰٫۳۳ کیلومتر مربع مساحت و ۱۳۲ نفر جمعیت دارد و ۷۷۵ متر بالاتر از سطح دریا واقع شده‌است.